# Écoivres
Écoivres è un comune francese di 126 abitanti situato nel dipartimento del Passo di Calais nella regione dell'Alta Francia.

## Storia

### Simboli
Il comune ha ripreso l'arma di Louis de Moncheaux, signore di Écoivres nel XVIII secolo.

## Società

### Evoluzione demografica
Abitanti censiti